# Championnat du Pérou de football 2024
Navigation
Édition précédente Édition suivante
La saison 2024 du championnat du Pérou de football se déroule de janvier à novembre 2024 avec trois phases : le tournoi d'ouverture, le tournoi de clôture et la phase dite de Play off. Elle porte l'appellation de Liga 1 Te Apuerto pour la première fois.
L'Universitario de Deportes est le tenant du titre.

## Déroulement de la saison
Avec trois relégations en 2023 et deux promotions, le championnat se dispute cette saison avec 18 équipes.
Le championnat se déroule en trois phases :
- Tournoi d'ouverture : les 18 équipes se rencontrent une fois (17 matchs par équipe).
- Tournoi de clôture : les 18 équipes se rencontrent dans l'ordre inverse par rapport au tour précédent.
- Play off : les vainqueurs des tournois d'ouverture et de clôture sont rejoints par les deux meilleures équipes au classement cumulé. Après des demi-finales en matchs aller / retour, la finale se joue également suivant la même modalité. Si une même équipe remportait à la fois les tournois d'ouverture et de clôture, la phase de Play-off serait annulée, le club en question étant automatiquement désigné champion du Pérou. Si une équipe termine parmi les deux premiers du classement cumulé en étant vainqueur de l'un des deux premiers tournois, elle serait automatiquement qualifiée pour la finale.

Les deux premières équipes du classement cumulé ainsi que les vainqueurs des tournois d'ouverture et de clôture sont qualifiées pour la Copa Libertadores 2025, les quatre équipes suivantes sont qualifiées pour la Copa Sudamericana 2025.
Le tenant du titre, Universitario de Deportes, remporte les deux tournois et est également premier du classement cumulé, ce qui le désigne directement champion du Pérou, les play-off sont donc annulés. Le club remporte son 28e titre de champion.
Les trois derniers du classement cumulé sont relégués en deuxième division.

## Compétition

### Tournoi d'ouverture
| Rang | Équipe                     | Pts | J  | G  | N | P  | Bp | Bc | Diff |
| ---- | -------------------------- | --- | -- | -- | - | -- | -- | -- | ---- |
| 1    | Universitario de DeportesT | 40  | 17 | 12 | 4 | 1  | 32 | 7  | +25  |
| 2    | Sporting Cristal           | 40  | 17 | 13 | 1 | 3  | 44 | 20 | +24  |
| 3    | FBC Melgar                 | 38  | 17 | 12 | 2 | 3  | 36 | 19 | +17  |
| 4    | Alianza Lima               | 33  | 17 | 11 | 0 | 6  | 32 | 16 | +16  |
| 5    | Cusco FC                   | 29  | 17 | 9  | 2 | 6  | 22 | 21 | +1   |
| 6    | ADT                        | 28  | 17 | 8  | 4 | 5  | 29 | 24 | +5   |
| 7    | Cienciano del Cusco        | 26  | 17 | 6  | 8 | 3  | 20 | 20 | 0    |
| 8    | CD Comerciantes Unidos P   | 22  | 17 | 6  | 4 | 7  | 22 | 31 | -9   |
| 9    | CD Los Chankas P           | 21  | 17 | 6  | 3 | 8  | 25 | 26 | -1   |
| 10   | Universidad César Vallejo  | 20  | 17 | 4  | 8 | 5  | 19 | 24 | -5   |
| 11   | Atlético Grau              | 19  | 17 | 4  | 7 | 6  | 19 | 17 | +2   |
| 12   | Sport Boys                 | 19  | 17 | 5  | 4 | 8  | 18 | 20 | -2   |
| 13   | Sport Huancayo             | 19  | 17 | 5  | 4 | 8  | 18 | 29 | -11  |
| 14   | UTC                        | 16  | 17 | 4  | 4 | 9  | 21 | 29 | -8   |
| 15   | Deportivo Garcilaso        | 14  | 17 | 3  | 5 | 9  | 20 | 26 | -6   |
| 16   | Alianza Atlético           | 14  | 17 | 3  | 5 | 9  | 11 | 19 | -8   |
| 17   | Carlos A. Mannucci         | 14  | 17 | 3  | 5 | 9  | 11 | 34 | -23  |
| 18   | Unión Comercio             | 9   | 17 | 1  | 6 | 10 | 17 | 34 | -17  |

|  | Qualification à la phase de Play off du championnat                       |
|  | T : Tenant du titre P : Promu de Segunda División P2 : Promu de Copa Perú |

### Tournoi de clôture
| Rang | Équipe                     | Pts | J  | G  | N | P  | Bp | Bc | Diff |
| ---- | -------------------------- | --- | -- | -- | - | -- | -- | -- | ---- |
| 1    | Universitario de DeportesT | 37  | 17 | 11 | 4 | 2  | 31 | 10 | +21  |
| 2    | Alianza Lima               | 36  | 17 | 11 | 3 | 3  | 25 | 11 | +14  |
| 3    | Sporting Cristal           | 34  | 17 | 10 | 4 | 3  | 47 | 15 | +32  |
| 4    | FBC Melgar                 | 32  | 17 | 9  | 5 | 3  | 30 | 16 | +14  |
| 5    | Atlético Grau              | 32  | 17 | 8  | 8 | 1  | 25 | 11 | +14  |
| 6    | Cusco FC                   | 31  | 17 | 9  | 4 | 4  | 28 | 23 | +5   |
| 7    | Alianza Atlético           | 30  | 17 | 8  | 6 | 3  | 17 | 15 | +2   |
| 8    | Cienciano del Cusco        | 26  | 17 | 8  | 2 | 7  | 28 | 24 | +4   |
| 9    | ADT                        | 23  | 17 | 6  | 5 | 6  | 18 | 16 | +2   |
| 10   | Deportivo Garcilaso        | 23  | 17 | 7  | 2 | 8  | 17 | 17 | 0    |
| 11   | Sport Huancayo             | 19  | 17 | 5  | 4 | 8  | 21 | 28 | -7   |
| 12   | CD Los Chankas P           | 18  | 17 | 4  | 6 | 7  | 17 | 21 | -4   |
| 13   | Carlos A. Mannucci         | 17  | 17 | 4  | 5 | 8  | 23 | 30 | -7   |
| 14   | Sport Boys                 | 16  | 17 | 4  | 4 | 9  | 14 | 31 | -17  |
| 15   | UTC                        | 15  | 17 | 3  | 6 | 8  | 14 | 24 | -10  |
| 16   | CD Comerciantes Unidos P   | 13  | 17 | 3  | 4 | 10 | 14 | 29 | -15  |
| 17   | Universidad César Vallejo  | 10  | 17 | 2  | 4 | 11 | 15 | 31 | -16  |
| 18   | Unión Comercio             | 8   | 17 | 2  | 2 | 13 | 13 | 45 | -32  |

|  | Qualification à la phase de Play off du championnat                       |
|  | T : Tenant du titre P : Promu de Segunda División P2 : Promu de Copa Perú |

### Classement cumulé
| Rang | Équipe                             | Pts | J  | G  | N  | P  | Bp | Bc | Diff |
| ---- | ---------------------------------- | --- | -- | -- | -- | -- | -- | -- | ---- |
| 1    | Universitario de DeportesT Ouv Clo | 77  | 34 | 23 | 8  | 3  | 63 | 17 | +46  |
| 2    | Sporting Cristal                   | 74  | 34 | 23 | 5  | 6  | 91 | 35 | +56  |
| 3    | FBC Melgar                         | 70  | 34 | 21 | 7  | 6  | 66 | 35 | +31  |
| 4    | Alianza Lima                       | 69  | 34 | 22 | 3  | 9  | 57 | 27 | +30  |
| 5    | Cusco FC                           | 60  | 34 | 18 | 6  | 10 | 50 | 44 | +6   |
| 6    | Cienciano del Cusco                | 52  | 34 | 14 | 10 | 10 | 48 | 44 | +4   |
| 7    | Atlético Grau                      | 51  | 34 | 12 | 15 | 7  | 44 | 28 | +16  |
| 8    | ADT                                | 51  | 34 | 14 | 9  | 11 | 47 | 40 | +7   |
| 9    | Alianza Atlético                   | 44  | 34 | 11 | 11 | 12 | 28 | 34 | -6   |
| 10   | CD Los Chankas P                   | 39  | 34 | 10 | 9  | 15 | 42 | 47 | -5   |
| 11   | Sport Huancayo                     | 38  | 34 | 10 | 8  | 16 | 39 | 57 | -18  |
| 12   | Deportivo Garcilaso                | 37  | 34 | 10 | 7  | 17 | 37 | 43 | -6   |
| 13   | Sport Boys                         | 35  | 34 | 9  | 8  | 17 | 32 | 51 | -19  |
| 14   | CD Comerciantes Unidos P           | 35  | 34 | 9  | 8  | 17 | 36 | 60 | -24  |
| 15   | UTC                                | 31  | 34 | 7  | 10 | 17 | 35 | 53 | -18  |
| 16   | Carlos A. Mannucci                 | 31  | 34 | 7  | 10 | 17 | 34 | 64 | -30  |
| 17   | Universidad César Vallejo          | 30  | 34 | 6  | 12 | 16 | 34 | 55 | -21  |
| 18   | Unión Comercio                     | 17  | 34 | 3  | 8  | 23 | 30 | 79 | -49  |

|  | Qualification pour la Copa Libertadores 2025 |
|  | Qualification pour la Copa Sudamericana 2025 |
|  | Relégation directe en deuxième division |
|  | T : Tenant du titre Ouv : Vainqueur du tournoi d'ouverture Clo : Vainqueur du tournoi de clôture P : Promu de Segunda División P2 : Promu de Copa Perú |

L'Universitario de Deportes – premier du tournoi d'ouverture, premier du tournoi de clôture et premier au classement général est déclaré champion du Pérou, les play-off sont annulés.
| Pérou                               |
| Champion                            |
| Universitario de Deportes 28e titre |

## Bilan de la saison
| Championnat du Pérou de football 2024 |                                                 |
| Champion                              | Universitario de Deportes (28e titre)           |
| Qualifications continentales          |                                                 |
| Copa Libertadores 2025                | Universitario de Deportes                       |
| Copa Libertadores 2025                | Sporting Cristal                                |
| Copa Libertadores 2025                | FBC Melgar                                      |
| Copa Libertadores 2025                | Alianza Lima                                    |
| Copa Sudamericana 2025                | Cusco Fútbol Club                               |
| Copa Sudamericana 2025                | ADT                                             |
| Copa Sudamericana 2025                | Cienciano del Cusco                             |
| Copa Sudamericana 2025                | Club Atlético Grau                              |
| Promotions et relégations             |                                                 |
| Promus en Liga 1                      | Club Alianza Universidad                        |
| Promus en Liga 1                      | Asociación Club Deportivo Juan Pablo II College |
| Promus en Liga 1                      | Ayacucho Fútbol Club                            |
| Relégués en Liga 2                    | Universidad César Vallejo                       |
| Relégués en Liga 2                    | Club Carlos A. Mannucci                         |
| Relégués en Liga 2                    | Club Deportivo Unión Comercio                   |